# Geen cartoon
Geen cartoon is een lied van de Nederlandse rapper 3robi. Het werd in 2021 als single uitgebracht en stond in hetzelfde jaar als derde track op de deluxeversie van het album Jonge jongen naar de top 2.

## Achtergrond
Geen cartoon is geschreven door Anass Haouam en Yassine Haouam en geproduceerd door YassineBeats. Het is een nummer dat past in de genres nederhop en trap. In het lied rapt 3robi over hoe zijn leven is. Het vermeldt dat het "echt" is en noemt het "geen cartoon". Hij rapt over zijn successen, rijkdommen en vastberadenheid. 

## Hitnoteringen
De artiest had bescheiden succes met het lied in Nederland. Het piekte op de 62e plaats van de Single Top 100 in de twee weken dat het in deze hitlijst te vinden was. De Top 40 en haar Tipparade werden niet bereikt. Ook in de Vlaamse Ultratop 50 was er geen notering, al werd het hier wel getipt voor deze lijst.